# William Edward Soothill
William Edward Soothill (Halifax, Yorkshire, 1861. január 23. – Oxford, 1935. május 17.; kínai neve pinjin hangsúlyjelekkel: Sū Huìlián; magyar népszerű: Szu Huj-lien; egyszerűsített kínai: 苏慧廉; hagyományos kínai: 蘇慧廉) brit metodista hittérítő, sinológus.

## Élete, munkássága
Az 1861-ben született Soothill apja textilmunkás volt, a családja pedig az Egyesült Metodista Szabad Egyház tagjai közé tartozott. Soothill kezdetben jogi pályára készült, de inkább a hittérítői munkát választotta. 1882-ben érkezett Kínába, hogy Vencsou (Wenzhou)ban átvegye az akkoriban elhunyt misszió vezetőjének helyét. Feleségével,  Lucy Farrarral (1857-1931) 1884 decemberében házasodott össze Sanghajban, két gyermekük született: Dorothea és Victor.
Soothill hittérítői munkája során nem csupán kínaiul tanult meg, de elkészítette egy latin betűs átírását a vencsou (wenzhou)i dialektusnak, lefordította kínaira az Új Szövetséget (1902), valamint összeállított egy, a korában nagy jelentőségű kínai szótárat is. 29 évnyi missziós tevékenység után, 1911-ben tért vissza Angliába.
1911-ben kinevezték a Sanhszi (Shanxi) tartománybeli Birodalmi Egyetem elnökének. Hazatérte után pedig, 1920-ban kinevezték az Oxfordi Egyetem kínai professzorának. Sinológia munkásságának legjelentősebb eredménye Konfuciusz Beszélgetések és mondások című művének angolra fordítása, valamint egy kínai buddhista kifejezések szótára, amelyben az angol magyarázat mellett a kifejezések szanszkrit megfelelőit is feltüntette.

## Főbb művei
- The Student's Four Thousand and General Pocket Dictionary (1899)
- A Mission in China (1906,1907)
- The Analects of Confucius (1910)
- China and Education, with Special Reference to the University for China (1912)
- Timothy Richard of China (1924)
- China and the West: A sketch of their Intercourse (1925)
- A History of China (1927)
- China and England (1928)
- The Three Religions of China (1929)
- The Lotus of the Wonderful Law: or, The Lotus Gospel (1930)
- A Dictionary of Chinese Buddhist Terms: with Sanskrit and English Equivalents and a Sanskrit-Pali Index (1937, Lewis Hodousszal)
- The Hall of Light: A study of Early Chinese Kingship, eds. Lady Hosie – G. F. Hudson (1951)